# Horkelia tularensis
Horkelia tularensis là loài thực vật có hoa trong họ Hoa hồng. Loài này được (J.T. Howell) Munz mô tả khoa học đầu tiên năm 1968.